# روبرتو كارلوس (لاعب كرة قدم)
روبرتو كارلوس (بالإسبانية: Roberto Carlos)‏ (مواليد 26 مايو 2001) هو لاعب كرة قدم مكسيكي، يلعب في نادي لوس كابوس يونايتد معارًا من نادي أطلس.